# Архиепархия Монреале
Архиепархия Монреале (итал. Arcidiocesi di Monreale, лат. Archidioecesis Montis Regalis) — католическая архиепархия латинского обряда в Италии, на острове Сицилия с центром в городе Монреале.

## История

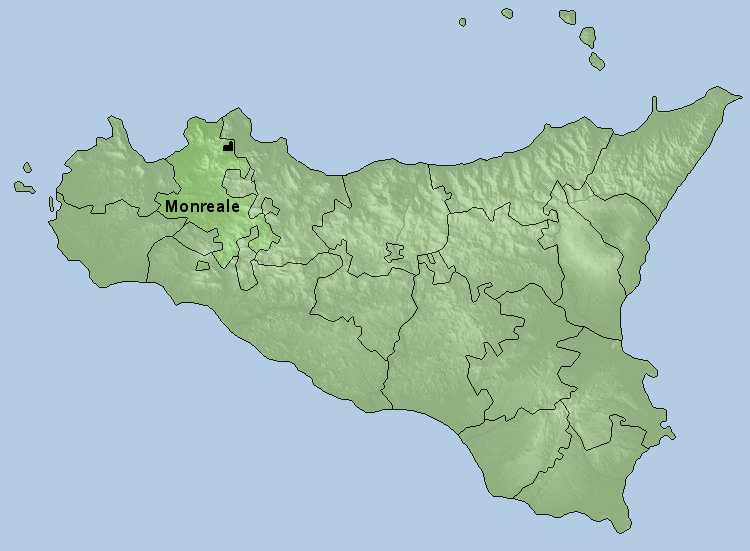
Архиепархия Монреале на карте Сицилии

Епархия Монреале образована в 1176 году по инициативе короля Вильгельма II Доброго, желавшего придать построенному им собору при бенедиктинском монастыре в Монреале кафедральный статус. Другой возможной причиной стало желание короля ослабить архиепископа Палермо Уолтера Милля, приобретшего большое влияние на государственные дела. Основание новой независимой от Палермо епархии поблизости от столицы и подчинение Монреале ряда сицилийских епископов позволило Вильгельму II выйти из-под назойливого влияния Уолтера Милля.
Папа Александр III, нуждавшийся в поддержке Сицилийского королевства в своей борьбе с Фридрихом Барбароссой и римскими горожанами, поддержал начинание Вильгельма II. В 1176 году первый настоятель обители аббат Теобальдо был возведён в сан епископа. 5 февраля 1183 году преемник Александра III Луций III возвёл епархию Монреале в ранг архиепархии и сделал её митрополией, подчинив ей епископов Катании и епископов Сиракуз. Позднее митрополии Монреале также были подчинены епархия Кальтаджироне и епархия Агридженто. Первые архиепископы Монреале избирались монахами, причём не обязательно из числа бенедиктинцев, с 1275 года архиепископов Монреале назначает Святой Престол.
Архиепархия Монреале оставалась важной и независимой церковной единицей вплоть до XIX века. К её юрисдикции и к юрисдикции подчинённых её епархий относилась значительная часть территории Сицилии. Среди известных людей, возглавлявших архиепархию:
- кардинал Джованни Боккамацца (1278—1285)
- кардинал Хуан де Борха (1483—1503)
- кардинал Помпео Колонна (1530—1532, апостольский администратор)
- кардинал Ипполито Медичи (1532—1535, апостольский администратор)
- кардинал Алессандро Фарнезе (1536—1568, апостольский администратор)

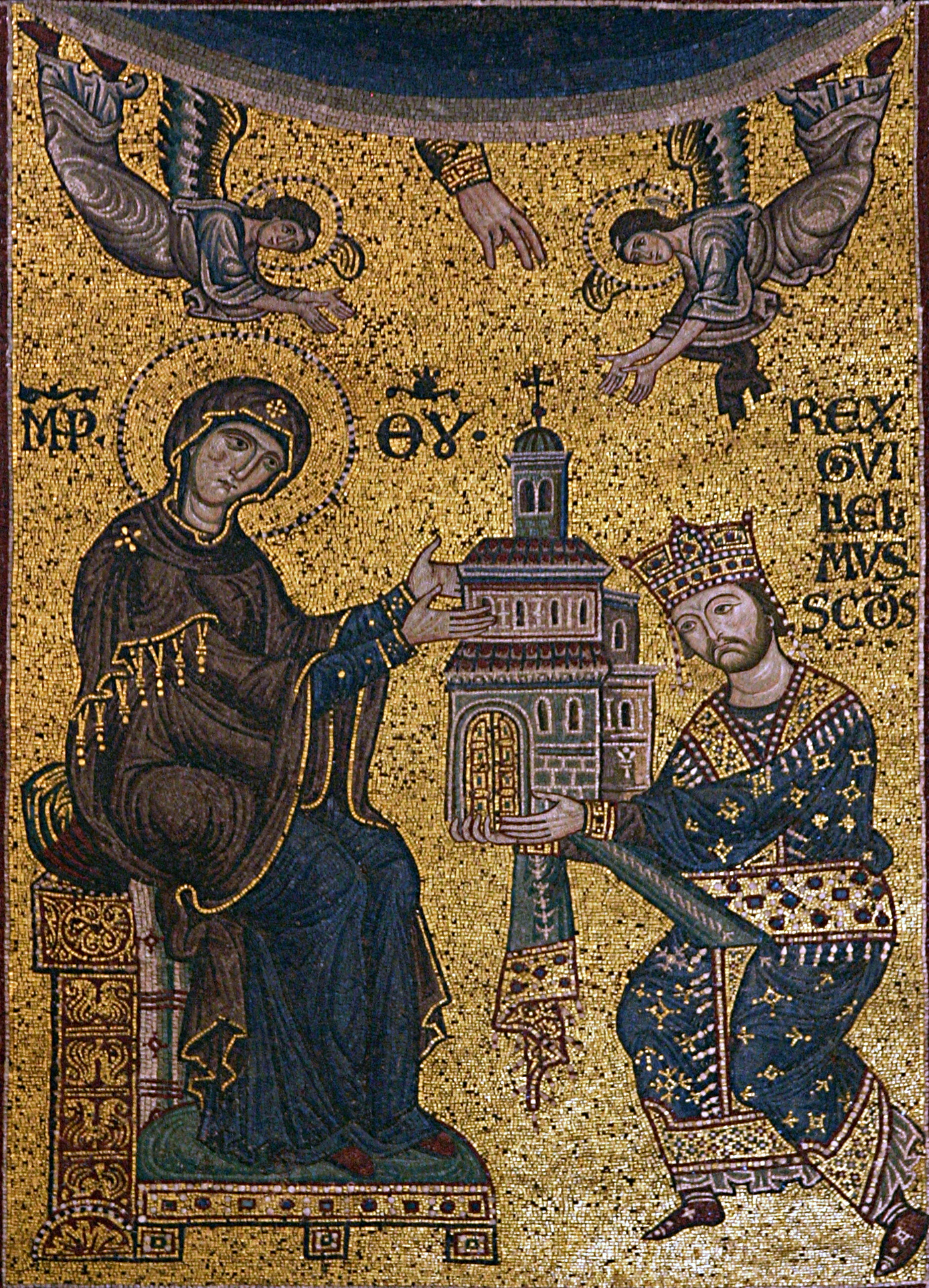
Вильгельм II Добрый преподносит собор Монреале в дар Богородице — мозаика над архиепископским троном в соборе

В 1775 году папа Пий VI объединил архиепархию Палермо и архиепархию Монреале по принципу aeque principaliter, то есть равночестно, не выделяя главной кафедры, однако в 1802 году папа Пий VII восстановил архиепархию Монреале как независимую архиепархию-митрополию. В 1844 году самостоятельной архиепархией стали Сиракузы, в 1860 году — Катания. После отделения последней, митрополии Монреале оставались подчинёнными только епархия Агридженто и вновь созданная Епархия Кальтаниссетты. Только в 2000 году архиепархия Монреале потеряла статус митрополии и была подчинена митрополии Палермо.

## Современное состояние
По данным на 2004 год в архиепархии насчитывалось 185 тысяч католиков (95,7 % населения), 133 священника, 71 монах (из них 27 иеромонахов), 278 монахинь и 113 приходов. Архиепархия суффраганна по отношению к митрополии Палермо. Кафедральным собором епархии является Кафедральная базилика Рождества Богородицы в Монреале, носящая почётный статус «малой базилики».
C 28 апреля 2022 года епархию возглавляет архиепископ Гуалтьеро Изакки.